# Nicolas Tripier
Nicolas Jean Baptiste Tripier, né à Autun le 30 juillet 1765 et mort à Paris le 25 avril 1840, est un avocat et homme politique français.
Avocat réputé pour sa dialectique et la force de son argumentation, bâtonnier de l'ordre des avocats, il est aussi député libéral, pair de France et conseiller privé de Louis-Philippe Ier.

## Biographie
Né en 1765 à Autun, Nicolas Tripier est le fils de « maître Michel Tripier, maître en chirurgie, et de demoiselle Jeanne de Lisle ».
Jusqu'à l'âge de dix ans, il est d'abord éduqué par un oncle, curé de Chiddes. Il fait ensuite ses études à Paris, au collège de Montaigu, où il obtient au concours général le prix de sixième. Ce succès lui permet de terminer gratuitement sa scolarité.

### Débuts juridiques
Il étudie le droit et la jurisprudence sous la direction de son frère aîné, procureur au parlement de Paris, et achète une charge d'avoué ; il est en plus avocat officieux, surtout pour les pauvres, ce qui lui vaut l'estime des juges. Dénoncé comme suspect, arrêté pendant la Terreur, il est sauvé par la protection de Jules François Paré, ministre de l'Intérieur,.
Chargé ensuite d'une mission en Flandre, il y reste jusqu'après le 9 thermidor ; il devient ensuite substitut de l'accusateur public près le tribunal criminel de la Seine et assesseur de justice de paix, mais donne sa démission en 1795. Il rentre alors au barreau, contre l'avis de ce qui le connaissent.

### Avocat
Dès le début du Consulat, il se taille comme avocat une place de premier ordre. Malgré sa petite taille et sa voix ordinaire, son travail des dossiers et son raisonnement lui permettent de développer une argumentation sobre et solide.
Sous l'Empire, l'affaire Reynier le fait connaître : il gagne la cause de la partie civile et fait décider comme principe que la conscience des juges civils n'est pas limitée par la sentence rendue par les juges criminels, et donc que les juges civils sont libres d'allouer ou non des dommages et intérêts.

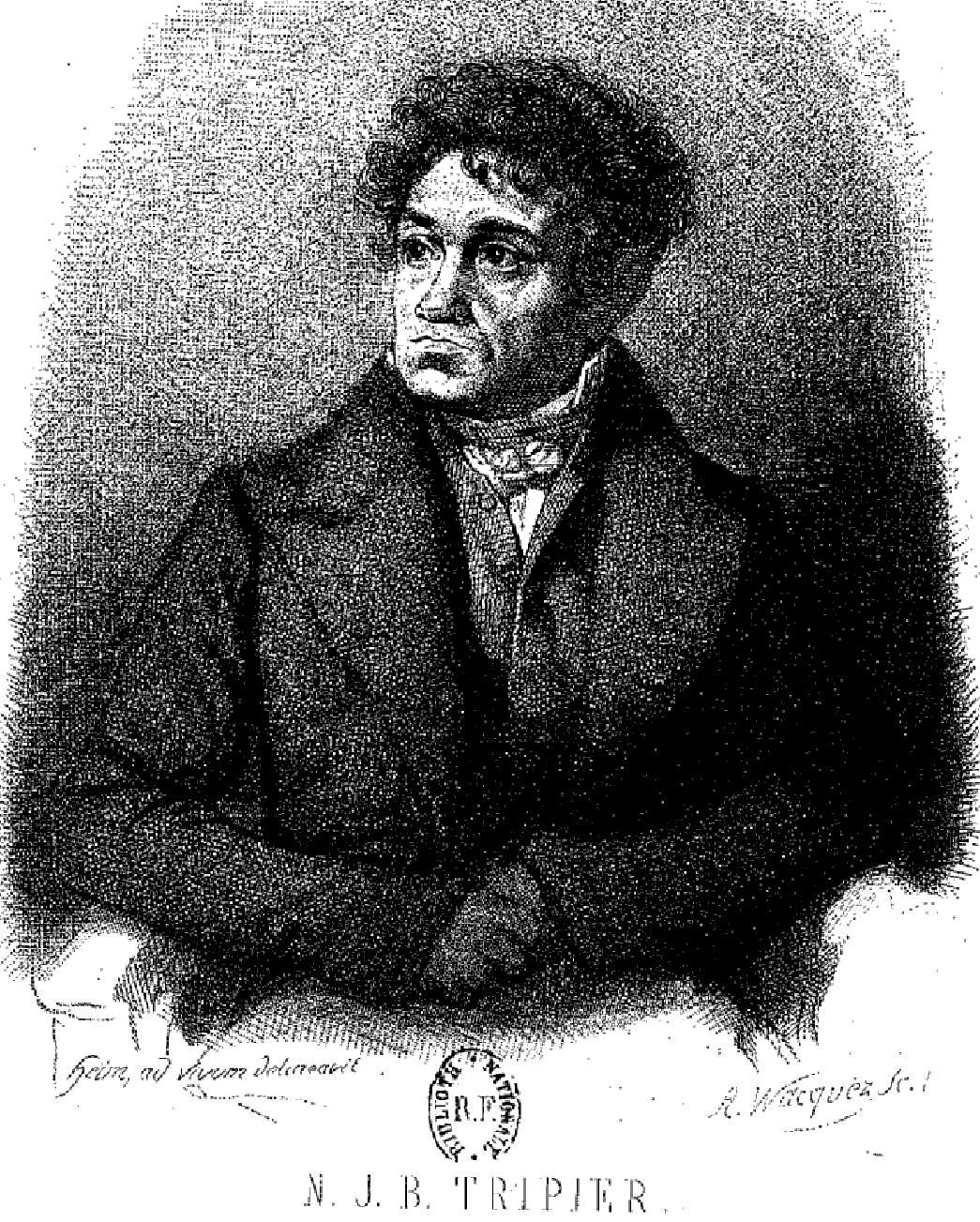
Nicolas J. B. Tripier, d'après un portrait par François Joseph Heim.

Il se fait remarquer par « sa dialectique vigoureuse, son savoir » et devient « l'un des premiers avocats de Paris ».
« Tripier ne pouvait passer pour un orateur entraînant, mais il a laissé un durable souvenir. Son talent simple et solide, sa parole d'une logique inébranlable, la fermeté de sa pensée contrastaient vivement avec la forme toujours recherchée et souvent prétentieuse qui était fort à la mode à cette époque (...), la force de son raisonnement et la clarté de ses déductions faisaient impression sur l'esprit du juge, convaincu sans avoir été charmé. »
Sous la première Restauration, Nicolas Tripier plaide pour Louis Bonaparte, ex-roi de Hollande, réclamant l'aîné de ses fils, Louis-Napoléon, que sa femme Hortense de Beauharnais prétend garder auprès d'elle. Là encore, il gagne la cause.
Pour préparer ses clients à leur procès, Tripier a notamment pour habitude de se mettre à la place de la partie adverse et de les harceler de questions jusqu'à ce que leur défense soit au point. À la seconde Restauration, il plaide notamment pour Lavalette mais ne peut éviter sa condamnation, et plaide pour Gévaudan dans l'affaire de la souscription nationale ; l'éclat de ces deux plaidoiries augmente sa réputation.
Il plaide aussi pour Julien auquel le duc d'Orléans réclame la propriété du Théâtre-Français. Dans cette dernière affaire, Tripier négocie une habile transaction qui satisfait les deux parties, il montre ainsi son talent à la partie adverse, le futur roi Louis Philippe, qui l'invite ensuite à faire partie de son conseil privé.

### Député
Tripier est élu, le 8 mai 1815, représentant à la Chambre des Cent-Jours, dans le 1er arrondissement de Paris, il siège dans la majorité.
De nouveau élu, le 17 mai 1822, député du grand collège de la Seine, il prend place dans l'opposition libérale. Il siège fort irrégulièrement, ne donne aux travaux parlementaires que le temps que lui laisse son activité d'avocat, et il n'est pas réélu en 1824.

### Conseiller juridique, bâtonnier, président de chambre
Il cesse de plaider en 1823 à la suite d'un malaise, mais continue de donner des consultations juridiques. Bâtonnier de l'ordre des avocats en 1828, il est le signataire d'une réclamation visant à obtenir pour les avocats la possibilité d'élire leurs représentants, de plaider hors du ressort de leur Cour d'appel, ainsi que l’abrogation du droit d’appel du ministère public pour raison disciplinaire, mais il assortit sa signature de réserves personnelles. Il est nommé, le 28 décembre de la même année, conseiller à la cour royale de Paris sous le ministère de M. de Martignac.
Pendant ses loisirs, il aime jardiner dans sa maison de campagne de Noisy-le-Sec, village dont il est élu maire de 1819 à 1829. Il est Conseiller général de la Seine en 1829.
Tripier adhère à la révolution de juillet, est nommé président de chambre à la cour de Paris en août 1830, conseiller à la cour de cassation le 3 décembre 1831.

### Pair de France
Pair de France le 11 octobre 1832, il vote avec le parti conservateur. Rapporteur de plusieurs commissions, son rapport sur le projet de loi sur les faillites est cité comme un modèle. Il soutient la politique du gouvernement de Juillet jusqu'à sa mort.
Il est par ailleurs administrateur de l'Institut national des jeunes aveugles.
Il meurt à Paris en avril 1840, deux jours après un malaise survenu à la cour de cassation. Il est enterré au cimetière du Père-Lachaise (50e division)

### Vie familiale
Nicolas Tripier se constitue à partir des premières années du XIXe siècle une fortune importante, principalement immobilière. Il achète entre autres le château de Brandon en 1826. Il possède par ailleurs une maison de campagne et un château à Noisy-le-Sec dont il est maire, et un hôtel particulier à Paris, l'hôtel de Lussan, 41, rue Croix-des-Petits-Champs.
- Il épouse le 12 juillet 1794 Henriette-Louise Landrin[15] dont il avait été subrogé-tuteur en 1792 ; le couple a six enfants :
  - Michelle-Françoise[16], née en 1795, laquelle épouse en 1813 l'avocat Antoine-François Mala, qui devient l'homme d'affaires de son beau-père.
    - Pauline Caroline Mala, qui épouse Ferdinand de Jouvencel (1804-1873), député, président du Conseil d'État provisoire en 1870-1871.

  - Henriette-Ferdinande, née en 1802, épouse en 1821 Casimir Guilhery, un marchand de tissu en gros, locataire de l'hôtel de Lussan
  - Félix-Marie Tripier (1804-1882), maître des requêtes au Conseil d'État[17],[18], garde des archives du domaine privé de la maison d'Orléans, qui prend en 1831 la succession d'Antoine Mala. Il épouse en 1833 Charlotte-Émilie-Félicité de Saint-Jullien-Desnœux. Le couple a deux enfants, Paul-Victor (1836-1912) et Jeanne-Blanche (1834-1904).
  - Antoine Tripier (1810-1856) participe à la conquête de l'Algérie.
  - Léon Tripier (1812-1879) prend la succession de son frère comme garde des archives du domaine privé de la maison d'Orléans.
  - Clarisse Tripier, née en 1815, épouse en 1835 Auguste Reimonencq, d'une famille de planteurs des Antilles.

### Hommages
- Près de vingt ans après la mort de Tripier, le bâtonnier souhaite aux nouveaux avocats d'avoir, entre autres qualités, « la force et la dialectique de Tripier »[19].
- Une rue porte son nom à Noisy-le-Sec.

### Fonctions parlementaires
Assemblée
- 8 mai 1815 - 13 juillet 1815 : Député de la Seine - Majorité (Chambre des représentants).
- 17 mai 1822 - 24 décembre 1823 : Député de la Seine - Minorité libérale (Chambre des députés).

Chambre haute
- 11 octobre 1832 à sa mort : Pair de France (Chambre des pairs).